# Tóc đuôi sam
Tóc đuôi sam là một kiểu tóc nam bện dài và kết thúc ở ngọn tóc là một chỏm đuôi ngựa thường có buộc bím. Đây từng là kiểu tóc truyền thống của một số dân tộc thổ dân châu Mỹ và người Mãn ở Mãn Châu (Trung Quốc). Tóc trên đầu được nuôi dài và thường được tết lại, trong khi phần trước của đầu bị cạo trọc. Kiểu tóc đặc biệt này đã khiến những người theo nó trở thành mục tiêu của các cuộc bạo loạn chống Trung Quốc ở Úc và Hoa Kỳ.
Yêu cầu đàn ông Hán và những người khác dưới thời nhà Thanh từ bỏ kiểu tóc truyền thống và để tóc đuôi sam đã vấp phải sự phản kháng, mặc dù quan điểm về kiểu tóc này đã thay đổi theo thời gian. Phụ nữ Hán không bao giờ bị yêu cầu phải để tóc theo kiểu phụ nữ Mãn truyền thống (kiểu tóc liangbatou), mặc dù kiểu tóc này cũng là một biểu tượng của bản sắc Mãn

## Người Mãn

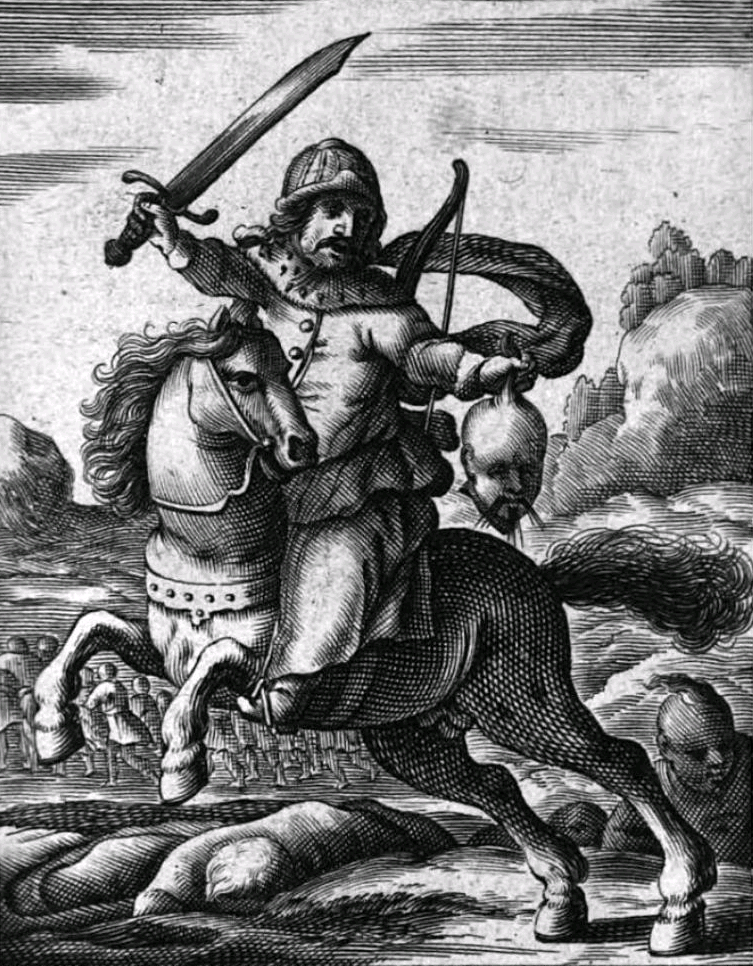
Chụp từ trang bìa tác phẩm của Martino Martini có tựa Regni Sinensis a Tartari devastati enarratio, 1661)

Tóc đuôi sam từng là kiểu tóc đặc trưng của đàn ông Mãn ở Mãn Châu rồi sau đó được áp đặt cho người Hán vào thời nhà Thanh. Tuy nhiên, kiểu tóc này cũng được liên kết với tư tưởng hiếu thuận và trung thành của Nho giáo khiến kiểu tóc này vẫn đã tồn tại phổ biến thời điểm đấy cho đến cuối nhà Thanh khi kiểu tóc châu Âu như ngày nay được du nhập vào Trung Quốc. 

### Lệnh để tóc đuôi sam

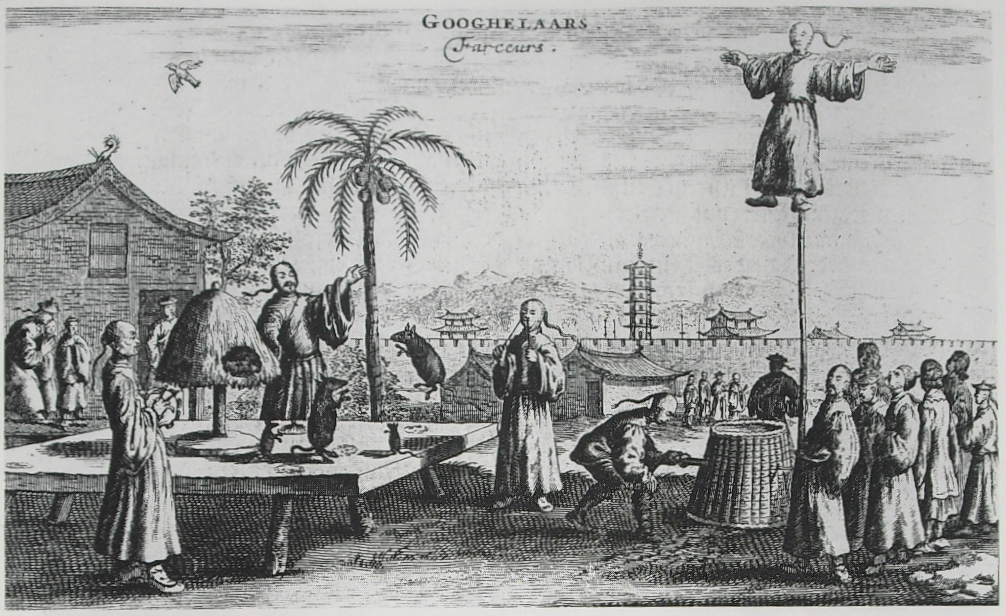
Tranh vẽ bởi Johan Nieuhof, 1655-57)

Lệnh cạo đầu ("Thế phát lệnh" giản thể: 薙发令; phồn thể: 薙髮令; bính âm: tìfàlìng) là một loạt các chỉ dụ được nhà Mãn Thanh áp đặt cưỡng bức trong thế kỷ 17. Đến năm 1753 mệnh lệnh này cũng được áp đặt cho thổ dân Đài Loan với câu khẩu hiệu: "Để tóc thì mất đầu, giữ đầu thì cạo tóc". Tóc đuôi sam bị bãi bỏ hoàn toàn sau khi người Hán đã ép hoàng đế Mãn Châu thoái vị để chuyển sang Nhà nước Trung Hoa Dân Quốc sau Cách mạng Tân Hợi vào năm 1912.